# Ostafrikanische Maulwurfsratte
Die Ostafrikanische Maulwurfsratte (Tachyoryctes splendens) ist eine Nagetierart aus der Gruppe der Mäuseartigen. Sie hat ein disjunktes Verbreitungsgebiet in Ost- und Nordostafrika und kommt in Äthiopien, im Westen Kenias, im äußersten Norden und Nordwesten von Tansania, im Osten und äußersten Südwesten von Uganda, in Ruanda und Burundi, in den unmittelbar angrenzenden Regionen der DR Kongo und im Gebiet der Virunga-Vulkane an der Grenze zwischen der DR Kongo und Uganda vor.

## Merkmale
Die Ostafrikanische Maulwurfsratte ist eine stämmige Nagetierart mit kurzen Beinen. Sie erreicht eine Kopf-Rumpf-Länge von 16 bis 27 Zentimeter, hat einen 5 bis 9,5 Zentimeter langen Schwanz und wiegt 140 bis 330 Gramm. Sie ist damit etwas kleiner als die Riesenmaulwurfsratte (Tachyoryctes macrocephalus), ihre Schwesterart. Die unterschiedlichen Größen sind klinal bedingt und spiegeln keine taxonomische Unterschiede wider. Die Fellfärbung unterscheidet sich in den verschiedenen Regionen ihres Verbreitungsgebietes und reicht von ingwer- und zimtbraun bis schwärzlich mit hellerer Bauchpartie. Viele Individuen haben weiße Flecken. Jungtiere sind meist schwarz. Die großen, orangefarbenen Schneidezähne sind auch bei geschlossenem Maul sichtbar. An den Vorderbeinen ist der dritte Finger am längsten, der erste Finger ist nur rudimentär ausgebildet. Weibchen haben acht Zitzen, je zwei Zitzenpaare auf der Brust und an den Leisten. Die Tiere besitzen einen diploiden Chromosomensatz aus 2n = 48 oder 50 Chromosomen.

## Lebensraum
Die Ostafrikanische Maulwurfsratte lebt in Ostafrika in selbst gegrabenen Erdhöhlen in gut wasserdurchlässige Böden in Grassavannen und offenen afro-montanen und afro-alpinen Wäldern. Sie kommt in Höhenlagen von 700 bis 4150 Metern vor, im äthiopischen Bale-Mountains-Nationalpark jedoch nur bis in Höhenlagen über 3000 Metern. Die höher gelegenen Gebiete sind dort der Lebensraum der Riesenmaulwurfsratte (Tachyoryctes macrocephalus). In Gebieten, in denen die jährliche Niederschlagsmenge unter 500 mm liegt, fehlt sie Ostafrikanische Maulwurfsratte. Das Verbreitungsgebiet besteht aus zahlreichen einzelnen, nicht miteinander in Verbindung stehenden Regionen. Wo die Maulwurfsratte vorkommt kann sie sehr zahlreich sein. Es wurden Populationsdichten von 70 bis 200 Exemplaren pro Hektar festgestellt.

## Lebensweise
Die Ostafrikanische Maulwurfsratte ernährt sich von Stängeln, Blättern, Kräutern, Wurzeln, Zwiebeln und Knollen. Der Zugang zu den Nahrungspflanzen erfolgt von unten. Die Pflanzen können vollständig in einen Gang hinuntergezogen und zum Fressen oder zur Aufbewahrung ins Nest getragen werden. Um an der Oberfläche zu fressen, wird eine kleine Öffnung gegraben und die Tiere haben so Zugang zu den Pflanzen in Reichweite. Nach der Nahrungsaufnahme wird das Loch wieder mit Erde zugestopft. Schmutzige Pflanzen werden mit den Vorderbeinen gesäubert, während die Pflanze mit den Schneidezähnen festgehalten wird. In freier Wildbahn sollen die Tiere tagaktiv sein, in menschlicher Obhut gehaltene Exemplare waren jedoch eher nachtaktiv. Mehr als drei Viertel ihrer Zeit verbringen  Ostafrikanische Maulwurfsratten in ihren Erdbauten. Die Gänge werden vor allem mit den Vorderzähnen gegraben, die gelockerte Erde wird mit dem Kopf und den Vorderbeinen nach oben gepresst, so dass ein Erdhügel ähnlich einem Maulwurfshügel entsteht. Die Höhlensysteme der Maulwurfsratte sind insgesamt 15 bis 44 Meter lang und bestehen aus einem Eingang, verschiedenen Gängen, einer Nestkammer, in der auch geschlafen wird, und Vorratskammern. Gegenüber fremden Artgenossen werden die Baue aggressiv verteidigt. Ostafrikanische Maulwurfsratten vermehren sich das ganze Jahr über, am Ende der Regenzeit sind trächtige Weibchen aber besonders zahlreich. Die Trächtigkeitsdauer liegt bei 46 bis 49 Tagen und pro Wurf werden ein bis vier Jungtiere geboren. Sie kommen unbehaart, zahnlos und mit geschlossenen Augen zur Welt und wiegen dann 11 bis 18 Gramm. Nach etwa 35 Tagen werden sie entwöhnt und nach ca. 80 Tagen verlassen sie den elterlichen Bau und graben ihre eigenen Höhlensysteme. Mit einem Alter von etwa 120 Tagen sind sie geschlechtsreif. Die Weibchen können noch während der Säugezeit wieder trächtig werden. Die durchschnittliche Zeit zwischen den Würfen beträgt etwa 173 Tage. Ostafrikanische Maulwurfsratten kommunizieren untereinander, indem sie auf den Höhlenboden oder mit dem Kopf an die Höhlendecke klopfen. Männchen verströmen einen moschusartigen Geruch aus Drüsen unter den Augen und Ohren. Bekannte Fressfeinde sind Schleiereulen, Greifvögel, Raubsäuger und Schlangen.

## Systematik

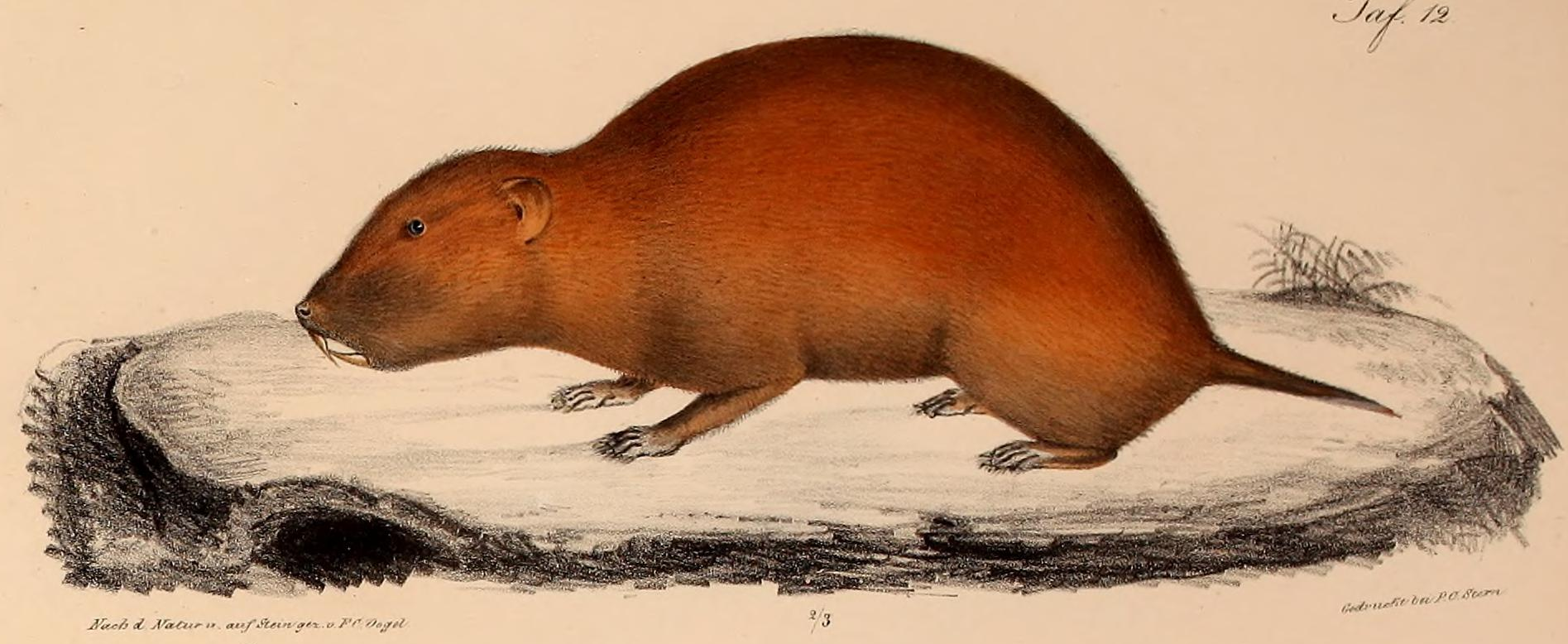
Zeichnung aus der Erstbeschreibung

Die Ostafrikanische Maulwurfsratte wurde 1835 durch den deutschen Afrikaforscher Eduard Rüppell unter der Bezeichnung Bathyergus splendens erstmals wissenschaftlich beschrieben. Die Gattungsbezeichnung Tachyoryctes wurde ein Jahr später vom gleichen Autor eingeführt. Rüppell beschrieb 1842 auch die zweite Art der Gattung, die Riesenmaulwurfsratte (Tachyoryctes macrocephalus). Zwischen 1891 und 1925 wurden elf weitere Tachyoryctes-Arten beschrieben, neun davon durch den britischen Säugetierkundler Oldfield Thomas. Diese werden jedoch in modernen Systematiken nicht anerkannt, sondern gelten als Synonyme von Tachyoryctes splendens. Allopatrischen Populationen von Tachyoryctes splendens bilden wahrscheinlich kryptische Arten, aber die verfügbaren Daten reichen nicht, um die bisher vorgeschlagenen taxonomischen Abgrenzungen zu unterstützen. Weitere Studien sind erforderlich.

## Gefährdung
Die IUCN stuft den Bestand der Ostafrikanischen Maulwurfsratte aufgrund ihrer weiten Verbreitung, dem Vorkommen in einer Reihe von Schutzgebieten und der vermutlich großen Populationals ungefährdet ein.